# Ford Motor Company
Ford Motor Company (más conocida simplemente como Ford) es un fabricante de automóviles con sede central en Dearborn (Michigan), Estados Unidos. Se ha expandido a nivel mundial destacándose principalmente por la producción de automóviles, vehículos comerciales y de carreras. La compañía tiene presencia a nivel mundial, a través de sus subsidiarias en el resto de América, Europa y Asia.

## Historia

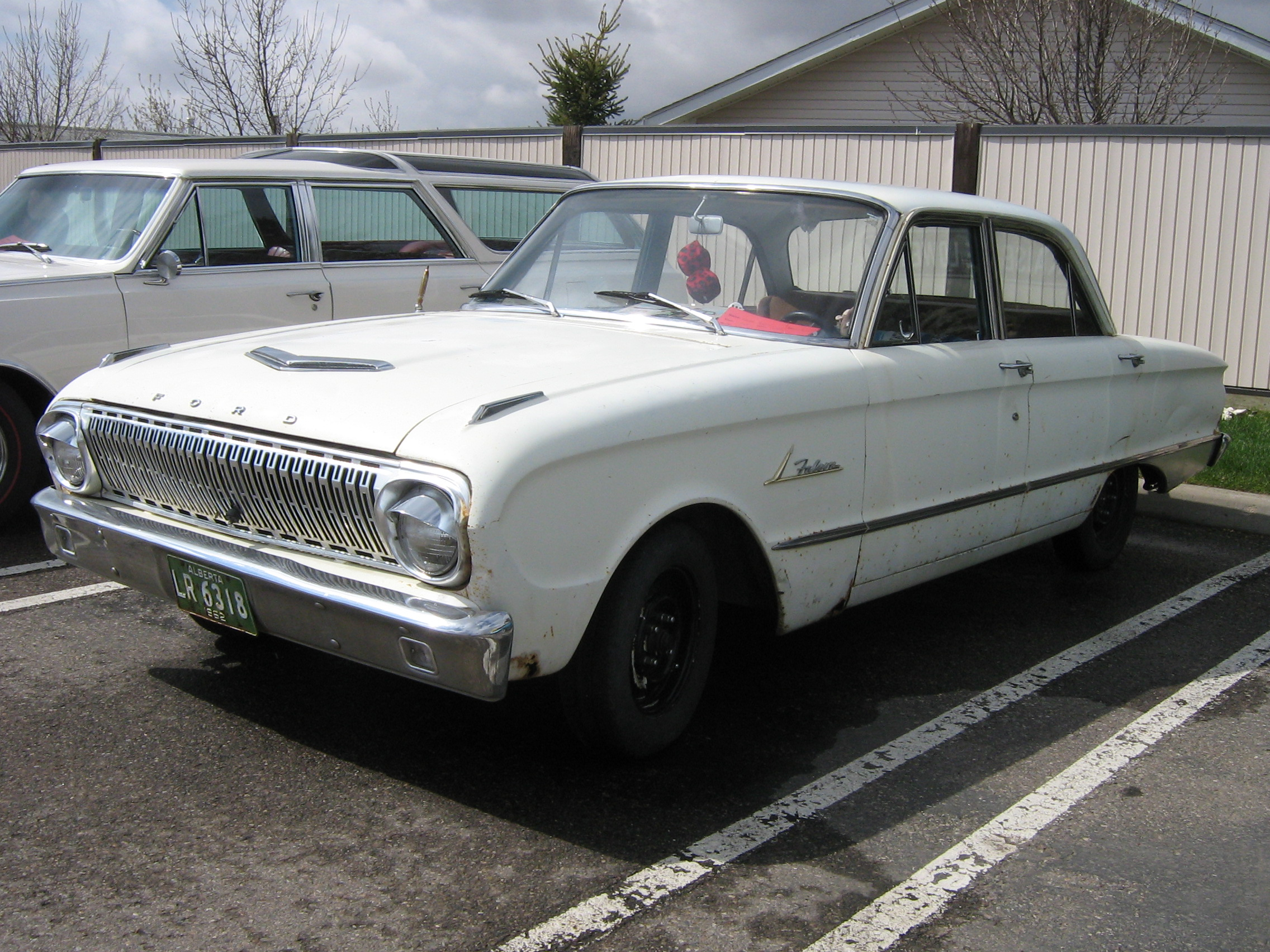
Falcon sedán de 1962 (versión de Australia).

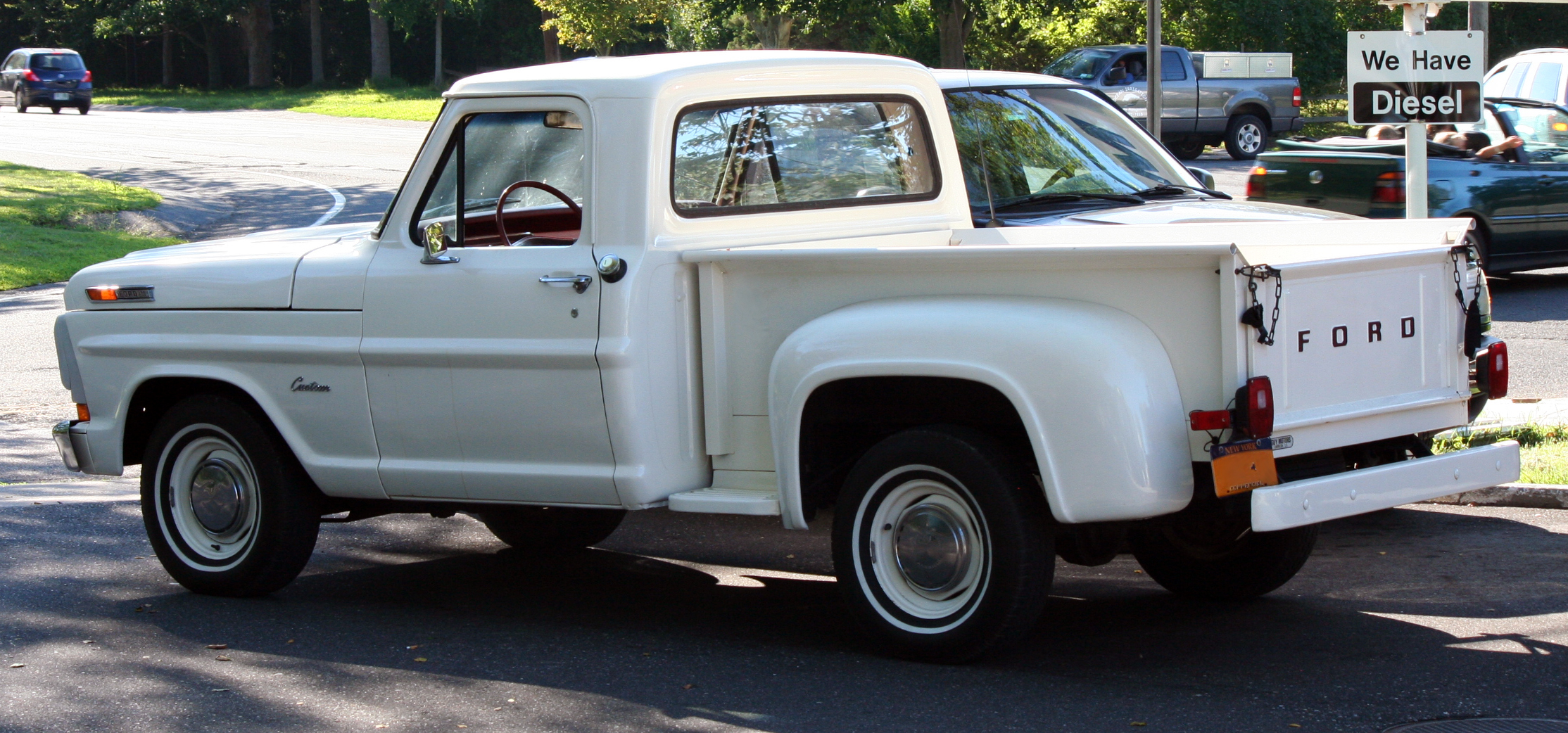
F-100 flareside de 1971.

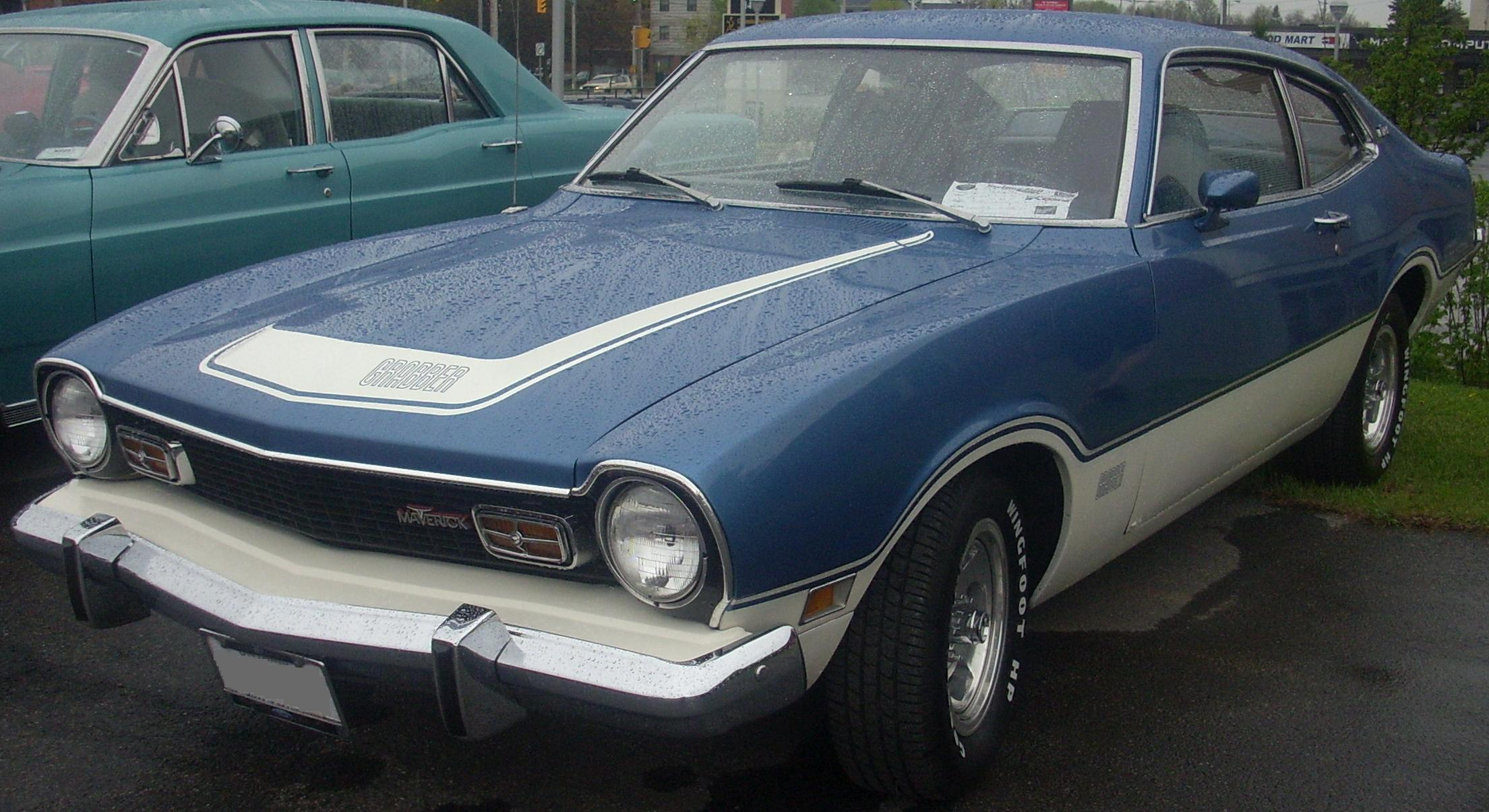
Maverick en azul Grabber de 1973.

Fundada por Henry Ford se incorporó el 16 de junio de 1903. La compañía vende automóviles y vehículos comerciales bajo la marca Ford y la mayoría de autos de lujo bajo la marca Lincoln. Ford también controla al fabricante brasileño de SUVs Troller y el australiano FPV. También ha fabricado tractores y demás componentes automotrices.
Al mismo tiempo, fundó en Europa la división Premier Automotive Group, a través de la cual controlaba las acciones de las marcas británicas Aston Martin, actualmente una compañía independiente, Jaguar Cars y Land Rover, actualmente convertidos en la división Jaguar Land Rover del consorcio hindú Tata Motors; y la sueca Volvo Cars, actualmente propiedad del grupo chino Geely.
Actualmente tiene una participación del 49% en Jiangling de China. También tiene una serie de empresas conjuntas, una en China (Changan Ford), una en Taiwán (Ford Lio Ho), una en Tailandia (AutoAlliance Thailand), una en Turquía (Ford Otosan); y una en Rusia (Ford Sollers). Sus operaciones en Europa si bien estuvieron representadas por las distintas subsidiarias de Ford en países como Alemania, Bélgica, Irlanda o el Reino Unido, actualmente están todas reunidas bajo el paraguas de una sociedad denominada Blue Oval Holdings que actualmente gestiona las acciones de Ford Europa.
Está inscrita en la Bolsa de Nueva York y es controlada por la familia de Henry Ford, aunque tienen la propiedad minoritaria con el 2%, pero la mayoría de los derechos de voto con el 40%.
Ford introdujo métodos para la fabricación a gran escala de automóviles y la gestión a gran escala de una fuerza de trabajo industrial utilizando secuencias de fabricación elaborada por ingeniería tipificados por movimiento de líneas de ensamble. En 1914, estos métodos fueron conocidos en todo el mundo como el fordismo. Ex subsidiarias británicas de Ford: Jaguar y Land Rover, adquiridas en 1989 y 2000, respectivamente, fueron vendidas a Tata Motors en marzo de 2008.
Ford fue el dueño del fabricante de automóviles sueco Volvo desde 1999 hasta 2010. En 2011, Ford suspendió la marca Mercury, en virtud del cual se había comercializado autos de lujo de nivel de entrada en los Estados Unidos, Canadá, México y el Medio Oriente desde 1938. Durante la crisis financiera a principios del siglo XXI, estuvo cerca de la quiebra. Sin embargo, desde entonces ha vuelto a ser rentable.
Ford es el segundo mayor fabricante de automóviles con sede en Estados Unidos (precedido por General Motors) y el quinto más grande en el mundo (por detrás de Toyota, Volkswagen, Hyundai Motor Group y General Motors) basado en la producción de vehículos de 2015. A finales de 2010, Ford fue el quinto mayor fabricante de automóviles en Europa. Durante el año 2021 y, por séptimo año consecutivo, Ford fue la marca más vendida en Europa en el segmento de vehículos comerciales (furgonetas, furgones y sus derivados).
Ford es la empresa con sede en América en general clasificado en octavo lugar en 2010 de la lista Fortune 500, sobre la base de los ingresos globales en 2009 de US$118 300 000 000. En 2008, Ford produjo 5 532 000 automóviles con una plantilla total de aproximadamente 213 000 empleados en alrededor de 90 plantas e instalaciones en todo el mundo. La compañía salió a bolsa en 1956, pero la familia Ford, a través de acciones especiales de Clase B, todavía conservan 40 por ciento de los derechos de voto.
En el año 2015 Ford Motor Company cierra el ejercicio del año 2014 con un total de 6 320 000 unidades vendidas y US$144 100 000 000 de ingresos.
Ford fue fundada el 16 de junio de 1903 con US$28 000 (equivalente a $949 511 en 2023) aportados por once inversores, entre los que se incluía el socio que le dio nombre a la compañía, Henry Ford, que por aquel entonces contaba con 40 años de edad. En sus primeros años, Ford producía unos pocos coches por día en su fábrica en la avenida Mack en Detroit, Míchigan. La familia Ford ha mantenido el control de la compañía durante casi 100 años. Ford fue una de las empresas que logró sobrevivir a la Gran Depresión de los años 1930. En 1908, la compañía lanzó el modelo T, cuya primera unidad fue fabricada en la planta manufacturera de Piquette. La compañía tuvo que trasladar poco después sus instalaciones de producción a la planta de Highland Park (Míchigan), más grande que la anterior, para poder satisfacer la demanda del nuevo modelo T.
Hacia 1913, la compañía había desarrollado todas las técnicas básicas de línea de producción y producción en masa. Ford creó la primera línea de producción móvil del mundo ese año, la cual redujo el tiempo de ensamblaje del chasis de 12 horas y media a 100 minutos.[cita requerida]

### El Modelo T

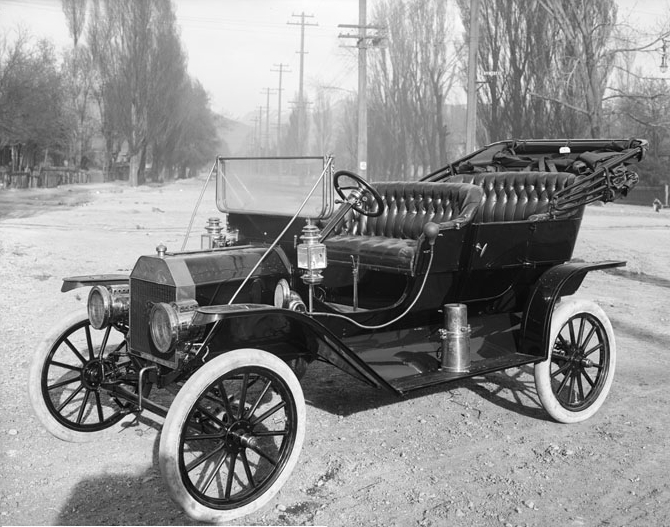
Modelo T de 1910.

El modelo T apareció en el mercado el 1 de octubre de 1908 y presentaba una gran cantidad de innovaciones. Por ejemplo, tenía el volante a la izquierda, siendo esto algo que la gran mayoría de las otras compañías pronto copiaron. Todo el motor y la transmisión iban cerrados, los cuatro cilindros estaban encajados en un bloque sólido y la suspensión funcionaba mediante dos muelles semi-elípticos. El automóvil era muy sencillo de conducir y, más importante, muy barato y fácil de reparar. Era tan barato que, con un precio de US$825 (equivalente a $27 977 en 2023) en 1908 (el precio caía cada año), para 1920 la gran mayoría de conductores habían aprendido a manejar en ese modelo.
Ford también se preocupó de instaurar una publicidad masiva en Detroit, asegurándose de que en cada periódico apareciesen historias y anuncios sobre su nuevo producto. Su sistema de concesionarios locales permitió que el automóvil estuviese disponible en cada ciudad de Estados Unidos. Por su parte, los concesionarios (empresarios independientes) fueron enriqueciéndose y ayudaron a publicitar la idea misma del automovilismo, comenzando a desarrollarse los clubes automotrices para ayudar a los conductores y para salir más allá de la ciudad. Ford estaba encantado de vender a los granjeros, que miraban el vehículo como un invento más para ayudarles en su trabajo.
Las ventas se dispararon. Durante varios años se iban batiendo los propios récords del año anterior. Las ventas sobrepasaron los 250.000 vehículos en 1914. Por su parte, siempre a la caza de la reducción de costes y mayor eficiencia, Ford introdujo en sus plantas en 1913 (año en el que se instaló en Argentina) las cintas de ensamblaje móviles, que permitían un incremento enorme de la producción.
Si bien se le suele dar el mérito a Ford por esta idea, las fuentes contemporáneas indican que el concepto y su desarrollo partió de los empleados Clarence Avery, Peter E. Martin, Charles E. Sorensen y C. H. Wills. Para 1916 el precio había caído a US$360 (equivalente a $10 080 en 2023) por el automóvil básico, llegando las ventas a la cifra de 472 000 unidades.
Para 1920 la mitad de los coches en Estados Unidos eran el modelo T de Ford. Ford escribió en su autobiografía que «cualquier cliente puede tener el coche del color que quiera siempre y cuando sea negro». Hasta la invención de la cadena de ensamblaje, en la que el color que se utilizaba era el negro porque tenía un tiempo de secado más corto, sí que hubo Ford T en otros colores, incluyendo el rojo. El diseño fue fervientemente impulsado y defendido por Henry Ford y su producción continuó hasta finales de 1927. La producción total final fue de 15 007 034 unidades, récord que se mantuvo durante los siguientes 45 años.
En 1920 el presidente de Estados Unidos Woodrow Wilson pidió personalmente a Henry Ford que se presentase a las elecciones al Senado por el estado de Míchigan como representante del partido demócrata. Aunque la nación se encontraba en guerra, Ford se mostró como un político pacifista y defensor de la Sociedad de Naciones. Por lo que en diciembre de 1918 Henry Ford pasó la presidencia de su compañía a su hijo, Edsel Ford. Henry, sin embargo, mantuvo su autoridad sobre las decisiones finales y en ocasiones modificó alguna de las decisiones de su hijo. Henry y Edsel compraron todas las acciones que quedaban del resto de inversores con lo que la propiedad absoluta de la compañía quedó en la familia.[cita requerida]

### Primeros pasos en Europa

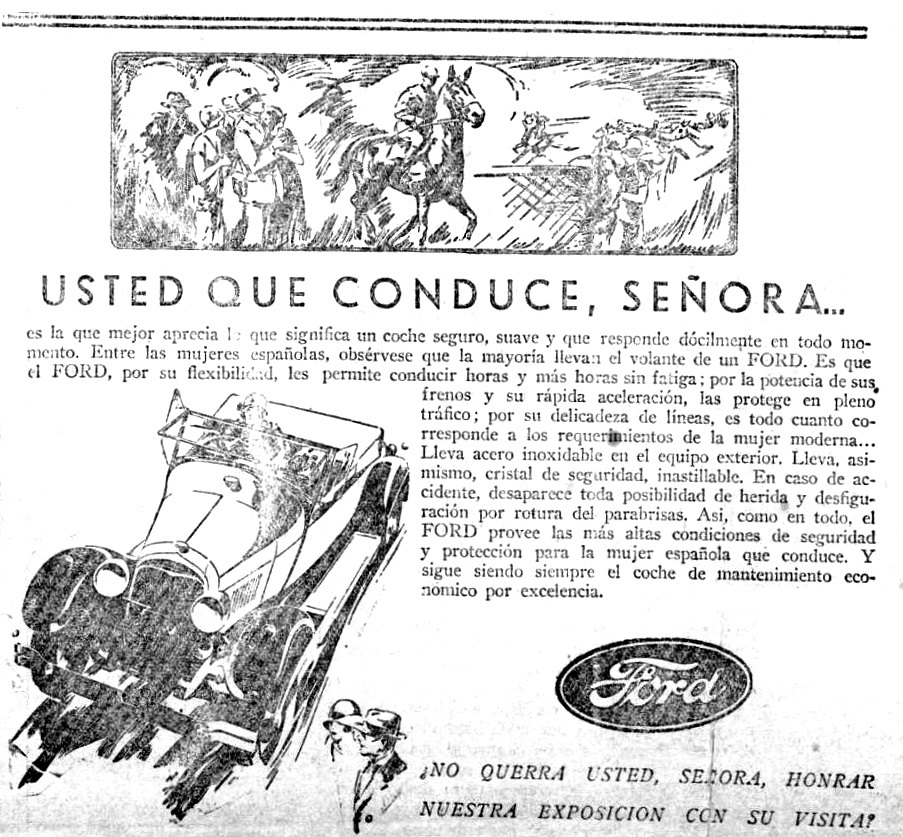
Publicidad "Usted que conduce, señora..."

Ford creó una subsidiaria británica en 1909 y comenzó a fabricar sus modelos en Trafford Park en 1911. En 1923 creó una nueva fábrica en Dagenham. Luego de la Segunda Guerra Mundial, Ford compró fábricas en Walthamstow y Langley. En 1961, la Ford Motor Company compró todas las acciones de la subsidiaria británica. En la década de 1960 se incorporaron fábricas en Halewood, Basildon, Swansea y Cork.
En Alemania, Ford fabricó automóviles en Berlín desde 1926 hasta 1931. En 1931 comenzó a fabricar modelos en Colonia. Los modelos alemanes y británicos competían entre sí en los demás países de Europa. En 1964, Ford inauguró una fábrica moderna en Genk (Bélgica). En 1965 lanzaron el primer modelo desarrollado en conjunto, la furgoneta Transit. En 1967, las subsidiarias alemana y británica de Ford se fusionaron bajo la denominación Ford de Europa, a la vez que lanzaron el Escort. En 1976 ingresaron en el segmento B con el Fiesta, e inauguraron una fábrica en España.[cita requerida]
En la década de 2000, Ford inauguró fábricas en Turquía, Rusia y Rumania. En 2013 Ford dejó de fabricar automóviles en el Reino Unido, aunque mantiene fábricas de motores y transmisiones y en 2014 cerró la fábrica de Genk. El primer modelo diseñado y realizado para Europa fue el Ford Y 8 HP.

### Evolución del Logo

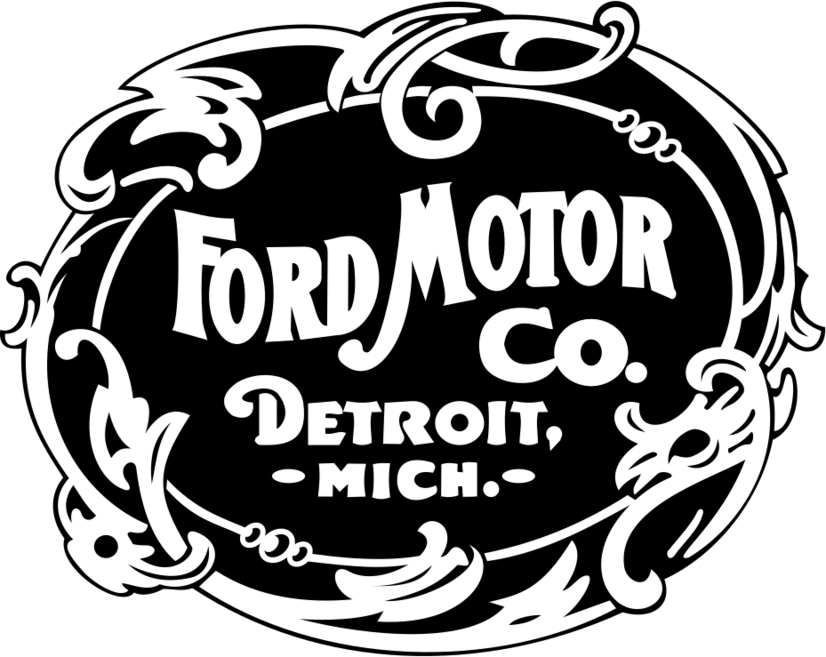
1903
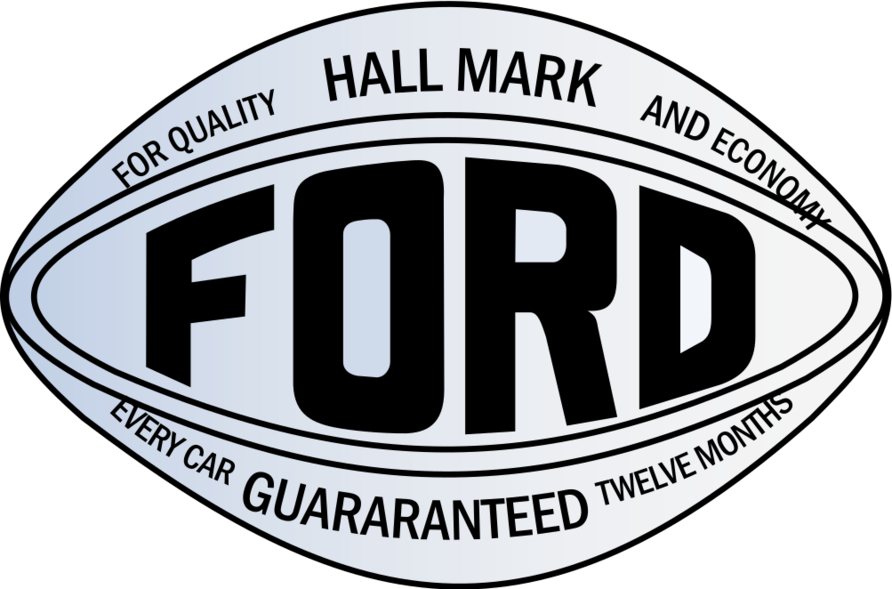
1907
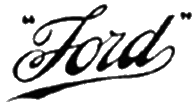
1909
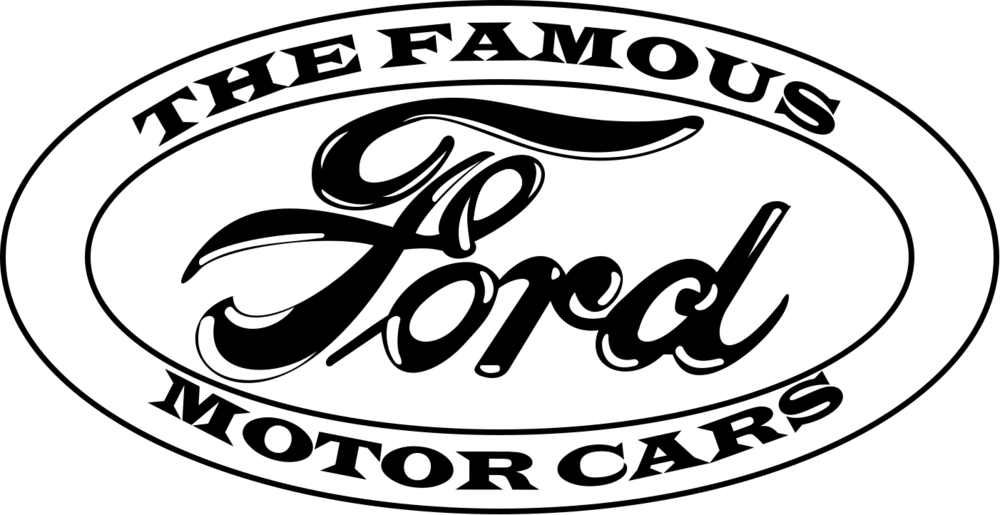
1911
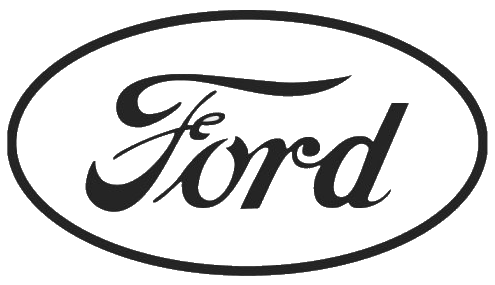
1912
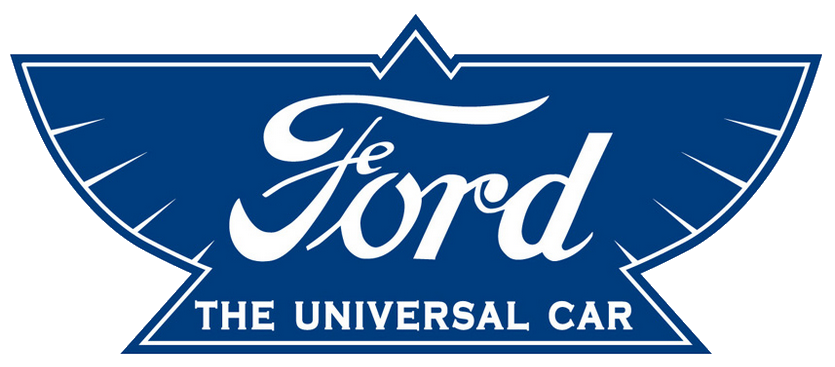
Variante de 1912
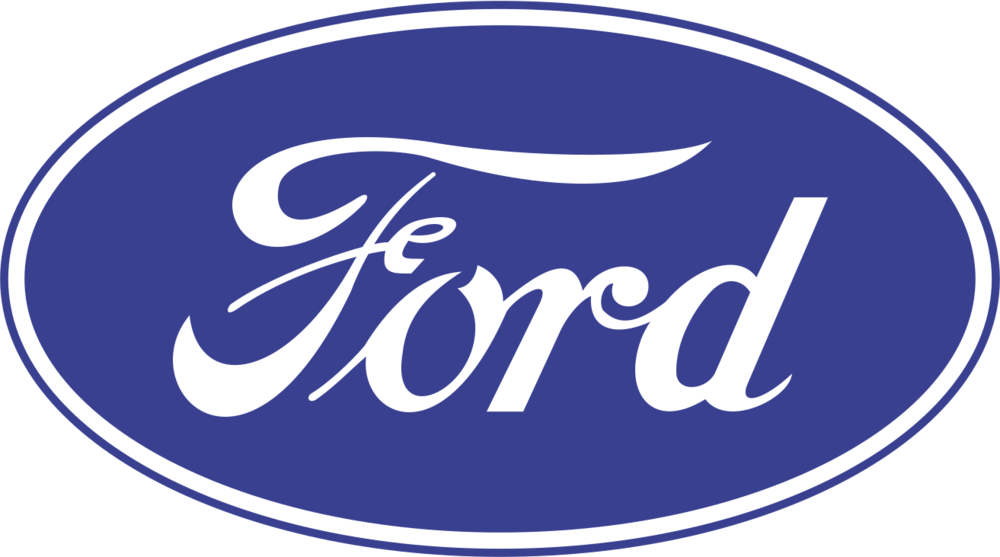
1927
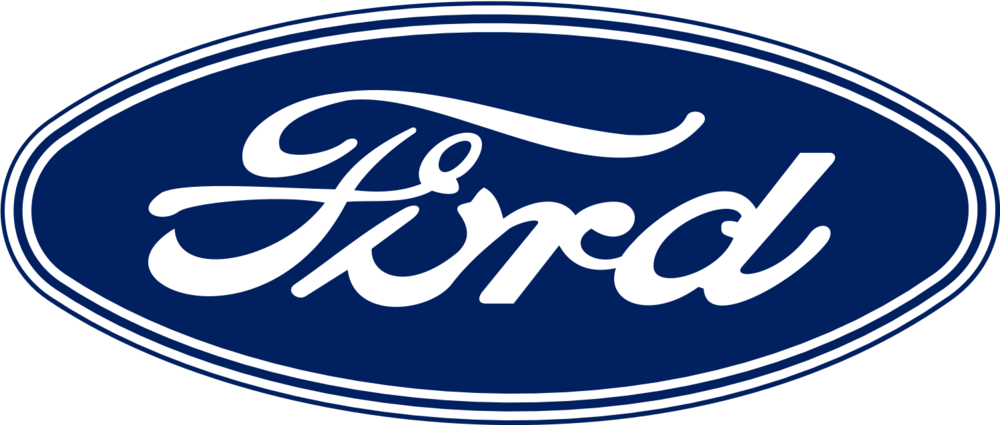
1957
1976
2003

## Asuntos corporativos

### Resultados financieros
En 2010, Ford obtuvo un beneficio neto de US$6 600 000 000 y redujo su deuda de US$33 600 000 000 a US$14 500 000 000 junto a una reducción de los pagos de intereses en US$1 000 000 000 000 tras su beneficio neto en 2009 de US$2 700 000 000. En los Estados Unidos, la serie F fue el vehículo más vendido de 2010. Ford vendió 528 349 camiones de la serie F durante el año, un incremento del 27.7% con respecto a 2009, de un total de ventas de 1 900 000 vehículos, o cada uno de cada cuatro vehículos Ford vendió. Camiones cuentas de ventas para una gran porción de las ganancias de Ford, de acuerdo con Estados Unidos. Hoy en día realineación de Ford también incluyó la venta de su subsidiaria de propiedad total, Hertz Rent-a-Car a un capital privado grupo por US$15 000 000 000 en efectivo y la adquisición de la deuda. La venta se completó el 22 de diciembre de 2005. Un 50-50 empresa conjunta con Mahindra & Mahindra de la India, llamado Mahindra Ford India, Limited (mIFL), terminó con la compra de Ford a cabo participación restante de Mahindra en la compañía en 2005. Ford había subido previamente su participación hasta el 72% en 1998. entre 2007 y 2012, Ford se benefició de US$1 570 000 000 en incentivos fiscales locales.

## Automovilismo

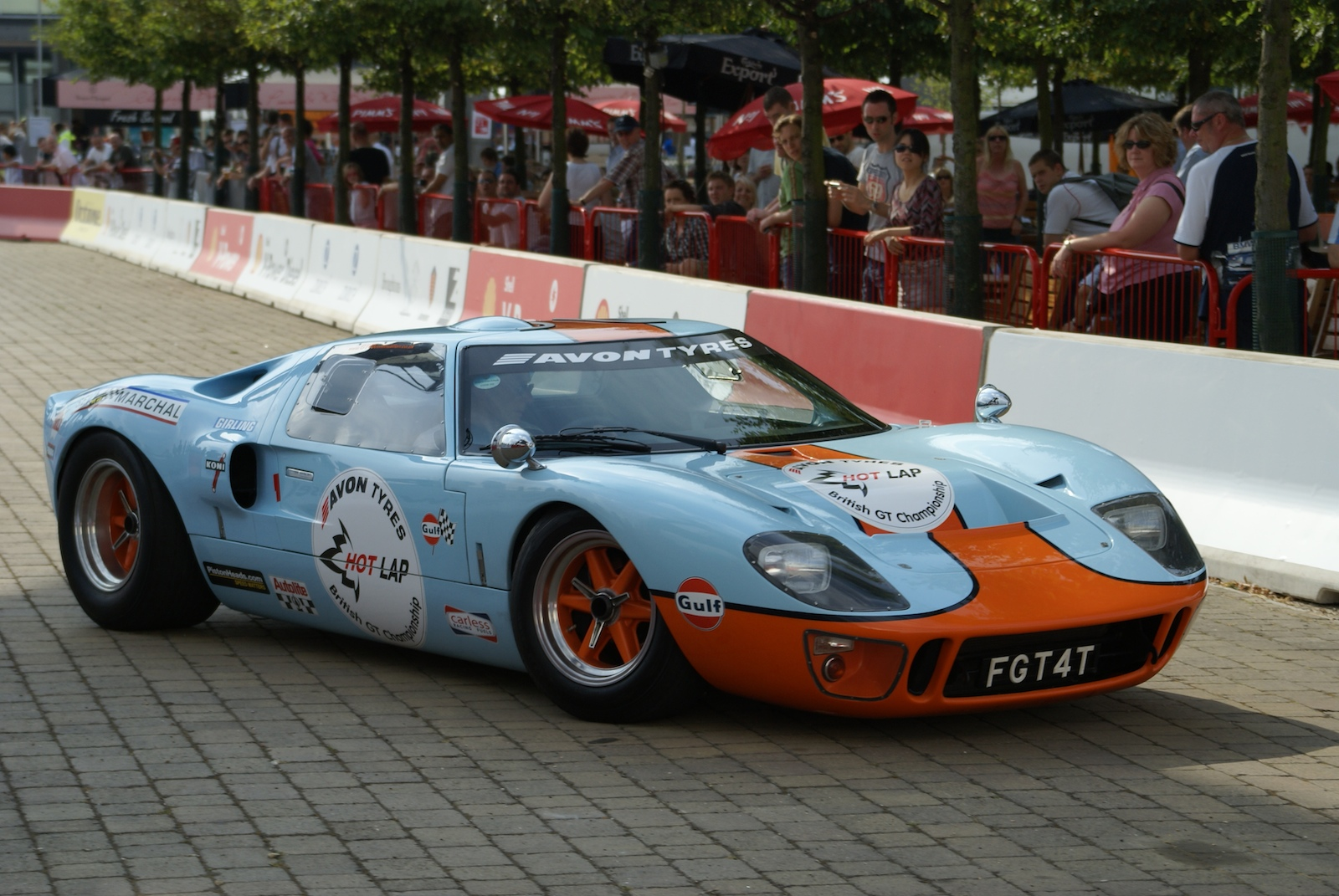
Ford GT40 de Le Mans.

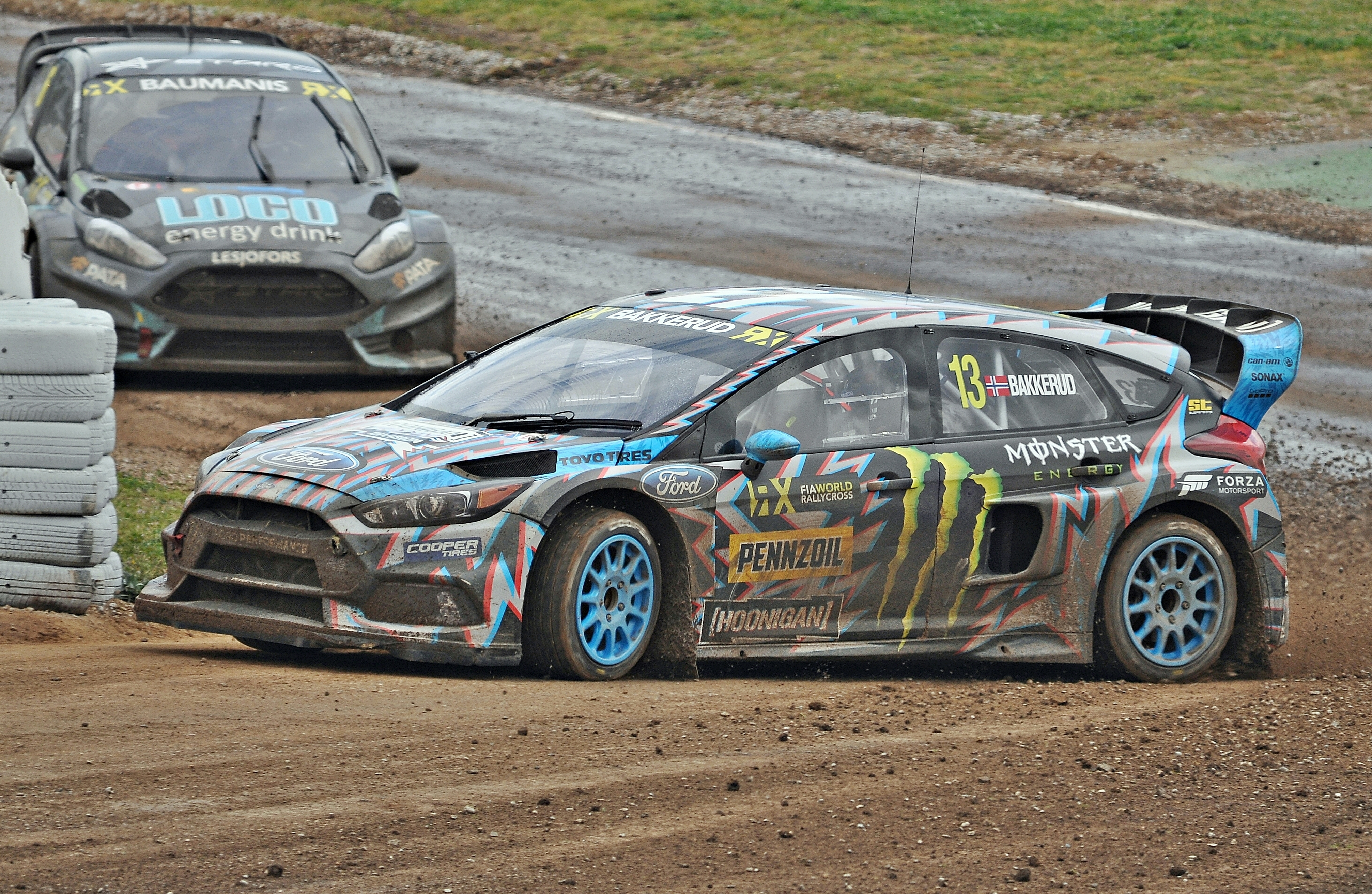
Ford Focus del campeonato Mundial de Rallycross.

Ford ha competido oficialmente en carreras de automovilismo en numerosas disciplinas y regiones. En Fórmula 1, Ford fue proveedor de motores desde 1967 hasta 2004 a través de la preparadora Cosworth. Logró 176 victorias de la mano de los equipos Lotus y McLaren entre otros. También participó de manera semioficial con Stewart Grand Prix desde 1997 hasta 1999; y con Jaguar Racing desde 2001 hasta 2004.
Ford también compitió en IndyCar en colaboración con Cosworth. Logró seis victorias en las 500 Millas de Indianápolis desde 1965 hasta 1971 por parte de los pilotos Jim Clark, Graham Hill, A. J. Foyt, Mario Andretti y Al Unser; y otras dos en 1995 y 1996 con Jacques Villeneuve y Buddy Lazier. También en Estados Unidos, ha participado en la Copa NASCAR con sus marcas Ford (desde 1955), Mercury (décadas de 1950 a 1980), Lincoln (1949 a 1957) y Edsel (1959), de la mano de los equipos Roush, Penske, Petty y Yates entre otros. Ha tenido entre sus pilotos a Buck Baker, Ned Jarrett, David Pearson, Bill Elliott, Dale Jarrett y Matt Kenseth.
En automóviles deportivos, el Ford GT40 ganó en 1966 por primera vez las 24 Horas de Le Mans con Chris Amon y Bruce McLaren del equipo de Carroll Shelby al volante. Luego fueron otras tres, total cuatro ediciones consecutivas desde 1966 hasta 1969 con los equipos de Carroll Shelby y John Wyer y ganó el Campeonato Mundial de Resistencia de la FIA de 1966, 1967 y 1968. Entre 2016 y 2019, la marca disputó el Campeonato Mundial de Resistencia y el IMSA SportsCar Championship con el Ford GT de segunda generación. Además, Ford ha competido oficialmente con el Ford Mustang en la Trans-Am y el Campeonato IMSA GT. Actualmente produce automóviles cliente para el SCCA World Challenge y el Continental Tire Challenge.
En Europa, Ford ha participado en rally desde la década de 1960. Disputó el Campeonato Mundial de Rally desde 1973 hasta 1979, resultando campeón de marcas y pilotos con Björn Waldegård en 1979 y subcampeón de marcas en 1977 y 1978. La marca participó intermitentemente desde 1986 hasta 1996. En 1997 consolidó su participación oficial con la estructura de M-Sport, adoptando la denominación Ford World Rally Team. Fue campeón de marcas en 2006 y 2007, a la vez que logró diez subcampeonatos hasta que dejó de competir oficialmente luego de 2012. Ford también se ha destacado en el Campeonato Europeo de Rallycross, el Campeonato Global de Rallycross y los X Games con los pilotos Martin Schanche, Kenneth Hansen, Sverre Isachsen, Toomas Heikkinen, Andreas Bakkerud, Tanner Foust, Ken Block y Brian Deegan.
En turismos, Ford se destacó con el Ford Sierra en el Campeonato Mundial de Turismos y el Campeonato Británico de Turismos. En la década de 1990, participó con el Mondeo en los distintos campeonatos de Superturismo. Desde la década de 2000, ha competido con el Focus en el Campeonato Mundial y el Campeonato Británico, aunque su apoyo oficial ha sido esporádico. Por otra parte, Ford tiene una larga tradición en el Turismo Carretera argentino y el V8 Supercars australiano, donde mantiene una fuerte rivalidad con la marca Chevrolet de General Motors. También ha participado la subsidiaria nacional de Ford en el Turismo Competición 2000 argentino y el Campeonato Argentino de Rally con equipo oficial.

## Fábricas del grupo Ford
| País           | Ciudad             | Nombre de la planta                                                                          | Productos                                      |
| -------------- | ------------------ | -------------------------------------------------------------------------------------------- | ---------------------------------------------- |
| Alemania       | Saarlouis          | Saarlouis Body & Assembly                                                                    | Focus                                          |
| Alemania       | Colonia            | Tekfor Cologne GmbH                                                                          | Explorer eléctrico y Capri EV                  |
| Argentina      | Buenos Aires       | Ford Motor Argentina (Ford Argentina, SCA)                                                   | F-100, Falcon, Ranger y Focus                  |
| Canadá         | Oakville           | Oakville Assembly                                                                            | Edge y Flex                                    |
| China          | Taoyuan            | Ford Lio Ho Motor Co., Ltd. (empresa conjunta)                                               | Fiesta, Focus y Kuga                           |
| China          | Gran China         | Changan Ford Automobile Co., Ltd., (CAF) Assembly Plant 3                                    | Escort                                         |
| China          | Chongqing          | Changan Ford Chongqing Automobile Co., Ltd. (CAF) Assembly Plant 1                           | EcoSport, Focus y Mondeo                       |
| China          | Chongqing          | Changan Ford Chongqing Automobile Co., Ltd. (CAF) Assembly Plant 2                           | Focus y Kuga                                   |
| China          | Hangzhou           | Changan Ford Hangzhou Plant                                                                  | Edge y Taurus                                  |
| China          | Harbin             | Changan Ford Harbin Plant                                                                    | Focus                                          |
| China          | Nanchang           | JMC Nanchang Assembly Plant                                                                  | Productos JMC                                  |
| China          | Nanchang           | JMC Xiaolan Assembly Plant                                                                   | Transit                                        |
| Estados Unidos | Chicago            | Chicago Assembly                                                                             | Taurus y Explorer                              |
| Estados Unidos | Dearborn           | Dearborn Engine                                                                              | Motores Duratec 20 y Duratec 23                |
| Estados Unidos | Flat Rock          | AutoAlliance International                                                                   | Mustang, Fusion y Mazda 6                      |
| Estados Unidos | Claycomo           | Kansas City Assembly                                                                         | F-150, Escape, Mazda Tribute y Mercury Mariner |
| Estados Unidos | Louisville         | Kentucky Truck Assembly                                                                      | Super Duty y Expedition                        |
| Estados Unidos | Louisville         | Louisville Assembly Plant                                                                    | Explorer y Escape                              |
| Estados Unidos | Wayne              | Michigan Assembly Plant                                                                      | Focus                                          |
| Estados Unidos | Avon Lake          | Ohio Assembly                                                                                | Econoline                                      |
| Estados Unidos | Dearborn           | Rouge Electric Vehicle Center                                                                | F-150 Lightning                                |
| España         | Valencia           | Valencia Body and Assembly                                                                   | Kuga y Transit Connect                         |
| México         | Cuautitlán Izcalli | Planta Ford Cuautitlán (Cuautitlán Stamping and Assembly Plant, CSAP)                        | Mustang Mach-E                                 |
| México         | Hermosillo         | Hermosillo Stamping and Assembly Plant                                                       | Bronco Sport y Maverick                        |
| Rumania        | Craiova            | Craiova Assembly Plant                                                                       | B-Max                                          |
| Sudáfrica      | Pretoria           | Silverton Assembly Plant                                                                     | Ranger                                         |
| Tailandia      | Pleukdang          | AutoAlliance (Thailand) Co., Ltd. (AAT) Plant (empresa conjunta - 50% Ford, 50% Mazda)       | Ranger                                         |
| Tailandia      | Pleukdang          | Ford Thailand Manufacturing (FTM) Plant                                                      | Ranger                                         |
| Turquía        | Kocaeli            | Ford Otosan Plant (empresa conjunta – 41% Ford, 41% Koc Holding, 18% público)                | Transit y Transit Connect                      |
| Vietnam        | Hai Duong          | Haiduong Assembly Factory – Ford Vietnam (empresa conjunta – 75% Ford/ 25% Song Cong Diesel) | Transit, Ranger y Territory                    |

## Modelos

### Actuales

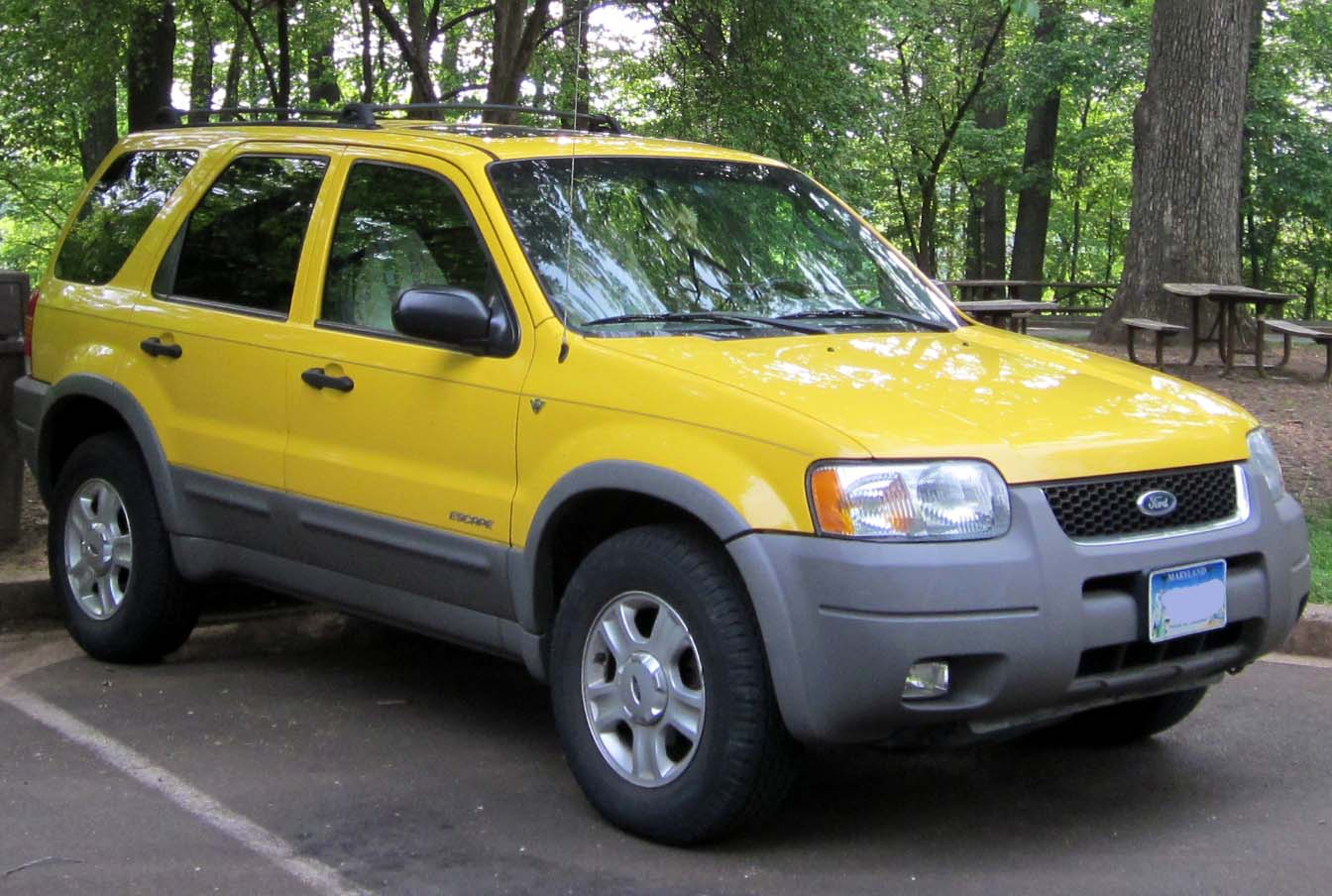
Escape de 2000-2004.

| - F-150 1980-presente - Kuga 2007-presente - Ranger 1982-presente - Mustang Mach-E 2019-presente - Focus 1998-presente - Transit Connect 2002-presente - Transit 1965-presente - Bronco 1966-1996; y 2020-presente - Mustang 1964-presente | - Edge 2006-presente - S-Max 2006-presente - Expedition 1996-presente - Explorer 1990-presente - Escape 2000-presente - Galaxy 1995-presente - Shelby 1965-1971 2005-presente - Explorer eléctrico 2024-presente - Capri EV 2024-presente |

### Anteriores

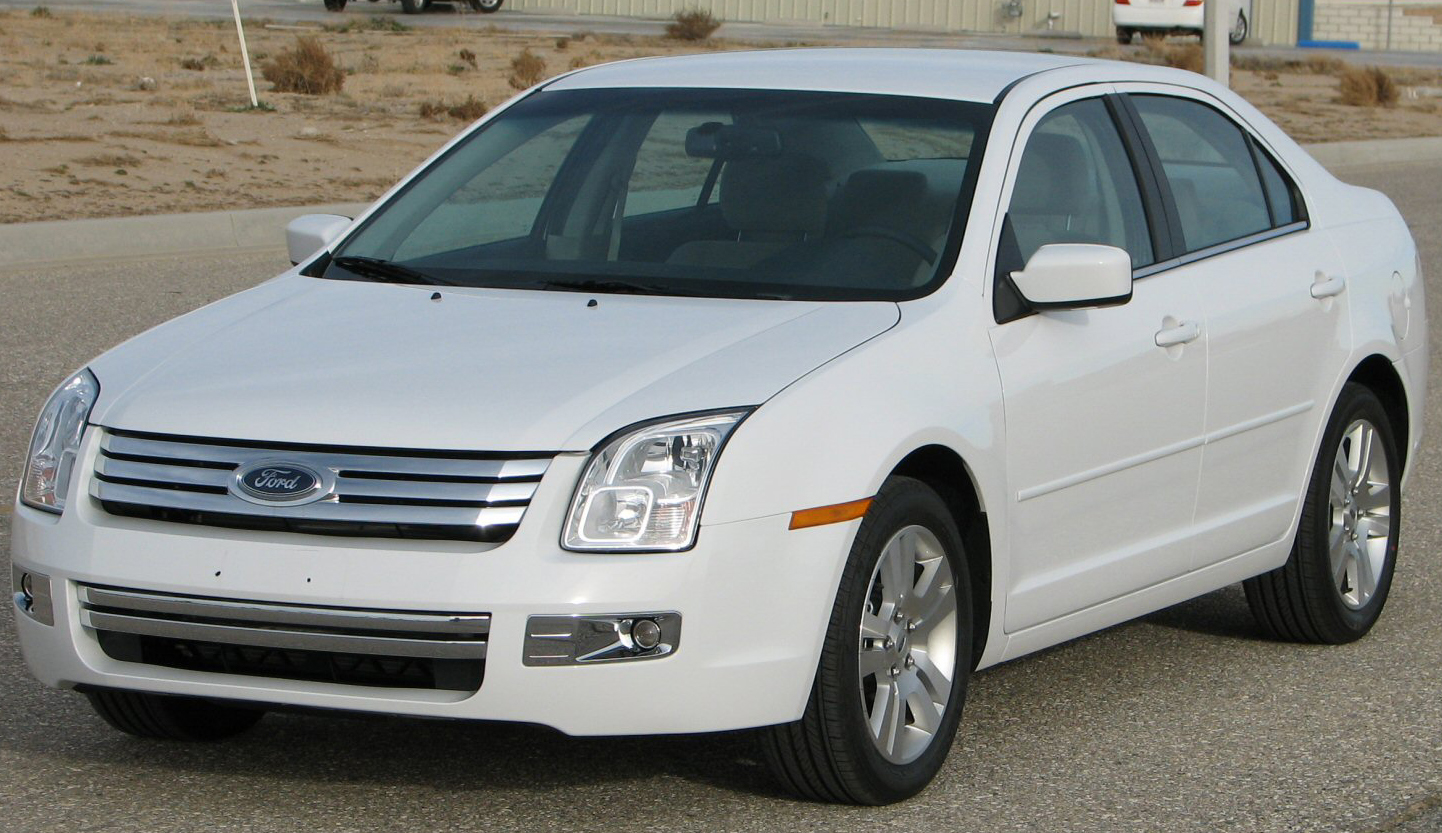
Fusion de 2006.

| - Capri 1969-1986 - Consul Capri 1961-1964 - Taunus TC 1953-1965 - Corcel 1968-1986 - Maverick 1969-1977 - Contour 1993-2000 - Cougar 1998-2002 - Escort 1968-2006 - Ford Falcon (Estados Unidos) 1960-1970 - Ford Falcon (Argentina) 1962-1995 - Ford Falcon (Australia) 1960-2016 - Fairmont 1978-1983 - Ford Fairlane (Argentina) 1969-1982 - Festiva 1986-2002 - Granada 1972-1985 - Figo 2009-2021 - Laser 1981-2003 - Orion 1983-1998 - Pinto 1971-1980 - B 1932-1934 - Popular 1953-1962 - Courier 1952-2013 | - Probe 1988-1997 - Puma 1997-2002 - Ranchero 1973-1991 - Windstar 1994-2004 - Scorpio 1985-1998 - Sierra 1982-1994 - Galaxie 1959-1974 - Ford T 1908-1927 - Taunus 1939-1994 - Thunderbird 1955-1997 y 2002-2005 - Torino 1968-1976 - GT 40 1966-1969 - Tempo 1984-1994 - F-100 1948-2012 - Fiesta 1976-2023 - Puma 1997-2002 - Ecosport 2003-2023 - Fusion 2006-2018 - Taurus 1986-2019 - Flex 2008-2012 - GT 2005-2006 y 2017-2022 |

### Conceptuales
- Iosis
- Vega
- GT90
- Shelby GR-1
- Nucleon
- Gyron

## Controversias

### Guerra Sucia Argentina
La subsidiaria en Argentina fue acusada de colaborar con la dictadura militar en Argentina entre 1976-1983, ayudando activamente en la represión política que buscaba el gobierno del país. En una demanda iniciada en 1996 por los parientes de alrededor de 600 ciudadanos españoles que desaparecieron en Argentina durante la Guerra Sucia, evidencia fue presentada para apoyar la alegación de que gran parte de esta represión fue dirigida por Ford otras firmas industriales de importancia. Según un reporte de 5,000 páginas, los ejecutivos de Ford hicieron listas de trabajadores "subversivos" y se las dieron a las fuerzas militares, las cuales se les permitía operar dentro de la planta. Estos grupos supuestamente secuestraron, torturaron y mataron trabajadores de Ford; a veces dentro de las propias plantas.
En un segundo juicio, un reporte de la CTA y los testimonios los propios anteriores empleados de Ford, decía que la fábrica de la compañía en Argentina fue usada entre los años 1976 y 1978 como un centro de detención y que los ejecutivos permitieron a los militares tener un búnker dentro de la planta.

### Colaboración con los nazis
En 1940, la subsidiaria alemana de Ford, Ford-Werke, la cual todavía se encontraba bajo el control de las operaciones de la compañía en Dearborn, empezó a usar labor forzada. Después de Pearl Harbor, Ford perdió el control de su subsidiaria alemana y todas las plantas de Ford en Alemania quedaron bajo el control total del gobierno Nazi. Ford-Werke usó labor forzada en Colonia entre 1940 y 1945, produciendo vehículos militares como camiones, aviones y barcos. Muchas de estas alegaciones fueron hechas en una serie de demandas en los Estados Unidos en 1998. Estas fueron rechazadas en 1999 porque el juez determinó que "los asuntos... trataban de tratados internacionales entre naciones y política exterior y por lo tanto eran responsabilidad de la rama ejecutiva."
El 26 de junio de 1940, un día después de la Caída de Francia, el presidente de Ford en ese momento, Edsel Ford, presuntamente estuvo presente en una cena celebratoria en el Manhattan Waldorf Astoria organizada por Gerhard Alois Westrick. Otros empresarios estadounidenses que habrían atendido incluyen Sosthenes Behn de ITT Inc., Torkild Rieber de Texaco, James D. Mooney de General Motors; y Philip Dakin Wagoner de Underwood Typewriter Company.
Las personas que defienden a la compañía argumentan que Ford-Werke había sido nacionalizada por el gobierno Nazi cuando entró al poder y que ya no se encontraba bajo el control de las operaciones de Ford en Dearborn. También añaden que las plantas de Ford en países Aliados como Estados Unidos o el Reino Unido jugaron un rol vital en la producción de vehículos militares para los Aliados tras el inicio de la guerra.

### Apartheid
En 2002, Ford, junto a otras corporaciones multinacionales, fue demandada por un grupo de sudafricanos representando por el Khulumani Support Group. Los demandantes alegaron que la compañía produjo vehículos para las fuerzas de seguridad sudafricanas durante el apartheid. La demanda fue rechazada en 2014 debido a que la compañía no pudo ser considerada responsable por las acciones de su subsidiaria sudafricana.